# Botulizam
Botulizam je nekontagiozna, alimentarna intoksikacija čovjeka i različitih vrsta domaćih i divljih životinja toksinima bakterije Clostridium botulinum. Čovjek ne oboljeva izravno od životinja, pa tako botulizam ne ubrajamo u zoonoze. 

## Zemljopisna proširenost
Botulizam je svjetska intoksikacija, a njegova pojava zabilježena je i u Hrvatskoj.

## Etiologija
Uzročnik botulizma je bakterija Clostridium botulinum, anaerobna bakterija, koja tvori spore i jedan od najtoksičnijih toksina. Vrlo male količine njezina toksina su smrtonosne. C. botulinum stvara 7 antigenski različitih tipova neurotoksina, od kojih 4 djeluju na ljude – tipovi A, B E, te rjeđe tip F. Tipovi A i B su vrlo otrovni proteini, otporni na razgradnju gastrointestinalnim enzimima.  
Botulizam se pojavljuje u 3 oblika: botulizam prenesen hranom, botulizam unešen kroz ranu i dojenački botulizam.  Botulizam prenesen hranom nastaje nakon jedenja zagađene hrane u kojoj je proizveden toksin; kod druga dva oblika, C. botulinum stvara neurotoksin in vivo, u inficiranom tkivu, odnosno u debelom crijevu. Nakon apsorpcije, toksin ometa oslobađanje acetilkolina na završecima perifernih živaca.   
Spore C. botulinuma vrlo su otporne na toplinu, pa mogu nekoliko sati preživjeti kuhanje na 100°C. Ubija ih, ipak, izlaganje vlažnoj toplini, na temperaturi od 120°C, kroz 30 minuta.  Toksini se, naprotiv, lako uništavaju toplinom, pa kuhanje hrane na 80°C kroz 30 minuta štiti od botulizma. Stvaranje toksina (osobito tipa E) moguće je i na nižim temperaturama, pa i na 3°C, tj. na temperaturi kakva je unutar hladnjaka – a osim toga ne zahtijeva striktne anaerobne uvjete.  
Najčešći izvor je hrana konzervirana u domaćinstvu, ali je i komercijalno pripremljena hrana bila implicirana u oko 10% slučajeva. Povrće, riba, voće i začini najčešći su prijenosnici, ali to mogu biti i govedina, mliječni proizvodi, svinjetina, perad i druge vrste hrane. Kod slučajeva izazvanih morskom hranom, tip E je uzrok u otprilike 50%;  ostalo uzrokuju tipovi A i B.  Posljednjih godina registrirani su slučajevi izazvani nekonzerviranom hranom, pripremljenom u restoranima (npr. pečeni krumpiri zamotani u foliju, sjeckani češnjak u ulju, sendviči s hamburgerom i sirom).
Spore C. botulinuma česte su u okolišu, pa mnogi slučajevi bolesti mogu biti uzrokovani gutanjem ili udisanjem prašine, ili apsorpcijom preko očiju ili preko oštećene kože. Dojenački botulizam najčešće se pojavljuje kod dojenčadi mlađe od 6 mjeseci.  Najmlađi opisani bolesnik bio je star 2 tjedna, a najstariji 12 mjeseci. Dojenački botulizam posljedica je gutanja spora C. botulinuma i njihove kolonizacije debelog crijeva, u kojemu proizvode toksin in vivo.  Za razliku od botulizma prenesenog hranom, dojenački botulizam nije uzrokovan ingestijom prethodno stvorenog toksina. Većina su slučajeva idiopatski, a neki su bili povezani s konzumacijom meda.  

## Epizootiologija
Bakterija je vrlo raširena u prirodi, pa se nalazi u zemlji i u probavnom sustavu životinja, poglavito miševa, štakora i mačaka. Toksin se stvara u truloj hrani koja je onečišćena uzročnikom ili izmetom te leševima spomenutih životinja. Za ljude najčešći izvor zaraze su konzerve i kobasice. Bolest nije kontagiozna, već je to trovanje toksinom koji se razvio izvan životinje. Botulizam nastupa eksplozivno, pa oboljevaju svi koji su putem hrane ili vode primili dovoljnu količinu toksina. Toksin ulazi kroz usta hranom ili vodom. Na toksin je najosjetljiviji čovjek.

## Patogeneza
Toksin djeluje na motorične živce, pri čemu najprije budu paralizirani mozgovni živci, a potom i spinalni živci.

## Simptomi
Botulizam prenesen hranom počinje naglo, obično 18 do 36 sati nakon unošenja toksina, iako inkubacija može varirati od 4 sata do 8 dana. Mučnina, povraćanje, grčevi u trbuhu i proljev, često prethode neurološkim simptomima. Neurološki su simptomi karakteristično obostrani i simetrični, počinju s kranijalnim živcima, nakon čega slijedi descendentna slabost ili paraliza. Uobičajeni početni simptomi i znakovi su suhoća usta, dvoslike, ptoza, gubitak akomodacije i smanjenje ili potpuni gubitak pupilarnog refleksa na svjetlo. Razvijaju se bulbarni simptomi (disartrija, disfagija, disfonija, gubitak mimike). Zbog disfagije može nastati aspiracijska pneumonija. Nastaje progresivna slabost respiracijskih mišića, te mišića ekstremiteta i trupa, u smjeru odozgo prema dolje. Nema poremećaja osjeta, a svijest obično ostaje bistra. Nema vrućice, a puls je normalan ili usporen, osim ako ne dođe do interkurentne infekcije. Opstipacija je česta nakon pojave neuroloških poremećaja. Glavna komplikacija je respiracijska insuficijencija koja nastaje zbog paralize dijafragme ili zbog plućnih infekcija. 
Botulizam rane očituje se neurološkim simptomima, kao i botulizam prenesen hranom, samo bez gastrointestinalnih simptoma i bez podataka koji bi ukazivali na hranu kao mogući uzrok.  Anamnestički podatak o ozljedi ili o dubokoj ubodnoj rani u prethodna 2 tjedna, može ukazati na dijagnozu. Na koži treba pomno potražiti moguća oštećenja i apscese uzrokovane intravenskim injiciranjem narkotika. 
Kod dojenačkog botulizma, opstipacija je u početku prisutna u 90% slučajeva, a slijedi ju neuromuskularna paraliza, koja počinje s kranijalnim živcima i širi se do periferne i respiratorne muskulature. Tipični simptomi zahvaćanja kranijalnih živaca su ptoza, klijenuti vanjskih očnih mišića, tihi plač, slabo sisanje, oslabljen refleks povraćanja, nakupljanje sekreta u ustima i bezizražajan izgled lica. Težina bolesti varira od blage letargije i usporenog hranjenja, do teške hipotonije i respiratorne insuficijencije.  
|  | Molimo pročitajte upozorenje o korištenju medicinskih informacija. Ne provodite liječenje bez savjetovanja s liječnikom! |